# Saint-André-de-Boëge
Saint-André-de-Boëge är en kommun i departementet Haute-Savoie i regionen Auvergne-Rhône-Alpes i sydöstra Frankrike. Kommunen ligger i kantonen Boëge som tillhör arrondissementet Thonon-les-Bains. År 2022 hade Saint-André-de-Boëge 594 invånare.

## Befolkningsutveckling
Antalet invånare i kommunen Saint-André-de-Boëge
| Referens: INSEE |